# Хамід Карзай
Хамід Карзай (Hamid Karzai; пушту/перс. حامد کرزی, вим. пушту: [ˈhɑmɪd karˈzai], МФА: [ˈhɒːmɪd kaɾzeˈiː]; нар. 24 грудня 1957) — президент Афганістану з червня 2002 до вересня 2014 року, у 2004 році став першим вільно обраним президентом Афганістану. У період з грудня 2001 року по червень 2002 року очолював перехідний уряд Афганістану.

## Життєпис
Хамід Карзай народився в селі Карз в афганській провінції Кандагар 24 грудня 1957. Його батько Абдул Ахад Карзай (Abdul Ahad Karzai) був головою впливового пуштунського клану Попалзай (Popalzai), активно підтримував короля Афганістану Мухаммед Захір-шаха (Mohammad Zahir Shah), був членом афганського парламенту.
Хамід вступив до школи в Кандагарі, але потім родина Карзая переїхала до Кабула, де Хамід закінчив середню школу Хабіб (Habibia High School). У школі Карзай виявляв особливий інтерес до природничих наук, в першу чергу до хімії та дарвінівської теорії еволюції. Він також захоплювався творами А. П. Чехова, Ф. М. Достоєвського і Ч.Діккенса.
З 1976 по 1982 роки (за іншими даними в 1976—1983 роках) Карзай навчався в індійському Університеті Хімачал (Himachal University) в Сімлі, де він отримав ступінь магістра політології.
Закінчивши університет, Карзай узяв участь у боротьбі проти радянських військ, які вели війну в Афганістані. Він проживав у Пакистані, де діставав гроші і зброю і передавав їх афганським моджахедам. Стверджувалося, що в цей період Карзай налагодив зв'язки з ЦРУ і британською розвідкою «Мі-6». У 1985 році (за іншими даними в 1985—1986 роках) Карзай відвідував курс журналістики у французькому місті Ліллі. Повернувшись, він став одним з керівників Афганського національного фронту порятунку (Afghan National Liberation Front), створеного Сібгатуллою Моджадедді (Sibghatullah Mojaddedi). Наприкінці 1988 року Карзай був одним з тих, хто оголосив про намічені переговорах між моджахедами та СРСР, результатом яких стало виведення радянських військ з Афганістану.
1989 року після виводу радянських військ моджахеди створили перехідний уряд на чолі з Моджадедді, у чиїй адміністрації Карзай очолив відділ зовнішніх відносин. У 1992 році війська цього уряду взяли афганську столицю Кабул, причому Карзай увійшов туди разом з першою групою моджахедів. У створеному в тому ж році уряді Бургануддіна Раббані він став заступником міністра закордонних справ і залишався на цій посаді до 1994 року.
На початку 1990-х років в Афганістані виник ісламський рух «Талібан», який мав пуштунську основу і швидко набрав популярність; вже до середини 1990-х років він узяв під контроль основну частину Афганістану. Спочатку «Талібан» був підтриманий Карзаєм: він надавав талібам фінансову підтримку і, за деякими джерелами, виступав як консультант на переговорах між представниками талібів і американською нафтовою компанією Unocal з приводу можливості прокладки нафтопроводу через зайняту «Талібаном» територію. 1996 року, коли в руках «Талібану» виявилася більша частина Афганістану, лідери руху запропонували Карзаю представляти їх уряд в ООН, але він відмовився і втік до пакистанського міста Кветта. У 1998 року Карзай відкрито виступив за опір режиму талібів, причому еволюцію «Талібану» в радикальну терористичне угрупування він пов'язував з «зовнішнім впливом» — впливом пакистанців і радикально налаштованих арабів.
У серпні 1999 року був убитий батько Карзая, який перебував разом з ним у Пакистані. У цьому вбивстві звинувачували таліби, хоча, згідно з деякими джерелами, його організували пакистанські спецслужби. Стверджується, що Карзай вивіз тіло батька на контрольовану талібами територію і поховав його у Афганістані. Після смерті батька Хамід Карзай очолив клан Попалзай. У цей період він також кілька разів відвідав США, де в 2000 році навіть виступив перед одним з комітетів сенату.
Після терактів 11 вересня 2001 року в Нью-Йорку і Вашингтоні, що призвели до загибелі майже 3 тисяч чоловік, офіційний Вашингтон звинуватив в його організції Осаму бін Ладена, який перебував у талібів. Під час обговорення в США можливості зміни влади в Кабулі аналітики розглядали Карзая як потенційного главу Афганістану. У жовтні 2001 року США та їхні союзники почали в Афганістані військову операцію, спрямовану на повалення режиму талібів і піймання бін Ладена. У тому ж місяці (відповідно до деяких джерел, вже через день після початку операції) Карзай таємно повернувся до Афганістану, але був змушений ховатися від сил «Талібану» і був врятований американським спецназом.
У грудні 2001 року Карзай брав активну участь у визволенні Кандагара від талібів. На початку того ж місяця спеціальна конференція ООН в Бонні оголосила про створення в Афганістані перехідного уряду, який очолив Карзай. Уже в січні 2002 року він вперше виступив у новій якості за кордоном на токійській конференції з відновлення Афганістану, де домігся виділення своїй країні 4 мільярдів доларів.
13 червня 2002 Лойя джирга (рада старійшин) проголосила Карзая главою держави після того, як його підтримала низка польових командирів і колишній афганський король Захір-Шах. Попри те, що противники Карзая підкреслювали його залежність від американської адміністрації, він придбав значну популярність серед втомленого від громадянської війни населення Афганістану.
Хоча Карзай і був визнаний президентом Афганістану, за межами Кабула він практично не мав влади. Тим не менше, ставши президентом Афганістану, Карзай не став проводити лінію безумовної підтримки політики країн Заходу (насамперед США), які розмістили свої війська в Афганістані; в той же час увага останніх у цей час в значній мірі перемкнулася на Ірак.
У 2004 році в Афганістані відбулися перші вільні президентські вибори, на яких Карзай отримав понад 55 відсотків голосів. 7 грудня 2004 Карзай був офіційно проголошений першим вільно обраним президентом Ісламської Республіки Афганістан.
За час керівництва Карзая Афганістан досяг значних успіхів у відновленні економіки, освіти та інших галузей, хоча особиста роль президента в цьому іноді заперечується. Як показник демократичних перетворень в країні вказується, що за час керівництва країною Карзай ввів в уряд кілька жінок.
При цьому обстановка в Афганістані продовжувала залишатися неспокійною. У 2006 році британські війська в ході проведення операції в провінції Гельменд зустріли значний опір талібів, після чого Карзай був представлений на Заході як свого роду «мер Кабула», що не володіє владою над значною частиною Афганістану. Це в свою чергу призвело до різкого охолодження відносин між Карзаєм та британськими політиками. Довгий час у відсутності порядку в Афганістані Карзай звинувачував Пакистан, нібито підтримував проталібських терористичні сили. Однак на початку травня 2007 Карзай зустрівся в Анкарі з президентом Пакистану Первезом Мушаррафом, і вони зробили спільну заяву, в якій пообіцяли співпрацювати в галузі боротьби з тероризмом. Після цього Карзай заявив про те, що настала пора припинити появи жертв серед цивільних осіб, викликаних операціями американських і європейських військ в Афганістані. На тлі цього Карзай також регулярно робив спроби почати переговори з талібами, але отримував від них відмову.
Навесні 2009 року повинні були відбутися президентські вибори, в яких збирався брати участь і Карзай. Проте 29 січня 2009 було оголошено про перенесення виборів на 20 серпня, офіційно — з міркувань безпеки. Приблизно через місяць Карзай, чиї повноваження президента мали закінчитися в травні, видав указ про проведення виборів в строк — в квітні. Однак на початку березня Виборча комісія Афганістану відмовилася виконувати цей указ і підтвердила, що вибори пройдуть в серпні. Наприкінці березня Верховний суд Афганістану оголосив, що Карзай повинен продовжувати виконувати обов'язки президента до виборів 20 серпня.
У квітні 2009 року Карзай оголосив про свій намір балотуватися на майбутніх президентських виборах. Як кандидатів у віце-президенти, які йшли з ним на вибори, Карзай вказав що діяв віце-президента хазарейця Каміла Халлілі (Kamil Khallili) і колишнього таджицького польового командира Мохамеда Фахіма (Mohamed Fahim), причому союз Карзая з Фахімом був різко розкритикований правозахисниками.
Після першого туру виборів, проведеного 20 серпня 2009, незважаючи на посилення активності талібів, Карзай оголосив про свою перемогу, проте одночасно про перемогу заявив і його головний суперник Абдулла Абдулла (Abdullah Abdullah). Одночасно повідомлялося про численні випадки фальсифікації результатів, що навіть призвело до зіткнення Карзая зі спеціальним представником США в Афганістані і Пакистані Річардом Голбруком, що висловив сумнів у справедливості виборів. Підрахунок результатів голосування закінчився тільки 17 вересня, коли було оголошено, що Карзай набрав 54,6 відсотка голосів, однак затвердження цих результатів було відкладено до закінчення розслідування можливих випадків фальсифікації. 19 жовтня комісія, що розслідувала порушення на виборах, оголосила про фальсифікацію результатів на 210 ділянках: на думку комісії, Карзай набрав на виборах менше 50 відсотків голосів, що робило необхідним проведення другого туру голосування. 20 жовтня Карзай визнав рішення комісії, назвав його «кроком вперед» до демократії, і погодився на другий тур виборів. Тим не менше 2 листопада його скасували у зв'язку з тим, що у Карзая не залишилося конкурента: Абдулла Абдулла відмовився брати участь у президентських перегонах, тому що не вірив у чесність повторного голосування. Того ж дня Карзай був проголошений президентом Афганістану.

## Особисте
Карзай вільно розмовляє мовами пушту, дарі, урду та англійською. Серед його хобі відзначалися їзда на конях та вивчення філософії. З філософів, що зробили на нього особливий вплив, Карзай виділяв Махатму Ганді.
У 2003 року Карзай був удостоєний почесного лицарства від королеви Великої Британії Єлизавети II, у 2004 році отримав Філадельфійську медаль Свободи.
Перебуваючи в еміграції в Пакистані, в 1999 року Карзай одружився з лікаркою Зейнат Кураїші (Zeenat Quraishi). У 2007 році у них народився син Мірваїс (Mirwais).
У 2011 році був убитий молодший брат Хаміда Карзая, Ахмед Валі Карзай.